# 于道文
于道文（1915年—2004年11月28日），男，山东安丘人，中国自动武器专家，曾任华东工程学院教授、博士生导师，第六届全国人大代表。